# Anne Bie Warburg
Pour les articles homonymes, voir Warburg (homonymie).
Anne Bie Warburg née le 3 mars 1953 est un mannequin de charme et une actrice danoise vedette de comédies érotiques des années 1970.

## Biographie

### Carrière
Après des débuts comme mannequin, Anne Bie Warburg pose pour des magazines de charme et s'oriente vers le cinéma. 
Sa carrière est liée à l'apogée de la comédie érotique danoise. On la voit dans les deux séries de films les plus connues du genre : celle des Sengekantsfilm, réalisée par John Hilbard et la série des Stjernetegnsfilm, de Werner Hedman. Certains de ces films comportent des scènes de sexe «  explicite » qu'elle tourne de préférence avec son mari d'alors, Bent Warburg. Elle est quelquefois seulement créditée comme Bie Warburg ou Anne Bie. Elle travaille aussi en Suède, pour Mac Ahlberg, au côté notamment de Marie Forså.
Diplômée d'une école de commerce, Anne Bie Warburg a épousé un photographe britannique avec lequel elle a eu deux enfants.

## Filmographie
- 1973 : I Jomfruens tegn[6] (ou Chaleurs Danoises[7], ou Les Belles Demoiselles d'Antan[8]) de Finn Karlsson : Geminette, une étudiante
- 1974 : Sex-cirkusse[6] (ou La foire aux sexes[8]) de Phyllis Kronhausen et Eberhardt Kronhausen : La dresseuse
- 1974 : I Tyrens tegn[6] (ou Spécialités Danoises[7], ou Les Leçons de Carolla[8]) de Werner Hedman : Selma
- 1975 : Per[6] de Hans Kristensen : fille à la fête
- 1975 : Der må være en sengekant[6] de John Hilbard : Gerda
- 1975 : I Tvillingernes tegn[6] de Werner Hedman : Sussi
- 1975 : Justine et Juliette [6] de Mac Ahlberg : Juliette Karlsson
- 1976 : Bel-Ami, l'Emprise des caresses[6] de Mac Ahlberg : Clothilde
- 1976 : Hopla på sengekanten[6] de John Hilbard : Tilly
- 1976 : I Løvens tegn[6] (ou Encore plus[7], ou Les Belles dames du temps jadis[8]) de Werner Hedman : Emma Pilford
- 1976 : Sømænd på sengekanten[6] de John Hilbard : Disa
- 1977 : Agent 69 Jensen i Skorpionens tegn[6] (ou A Nous les belles Danoises[7], ou Les filles du Scorpion[8]) de Werner Hedman : l'épouse infidèle

## Photographie
- Playmen (Italie) mars 1975, p.76-80 par Roberto Rocchi "Bie"